# Каримов, Салават Гайсич
Салават Гайсич Каримов (литературный псевдоним — Салават Карим; 3 января 1960, Ишимбай) — башкирский писатель, переводчик и журналист, преподаватель высшей школы.  Член Союза писателей Республики Башкортостан и Российской Федерации.  Член Союза журналистов Республики Башкортостан и Российской Федерации.  Главный редактор и директор журнала «Башҡортостан уҡытыусыһы» (Учитель Башкортостана). Почётный работник общего образования РФ. Заслуженный работник печати и массовой информации Республики Башкортостан. Профессор Российской Академии Естествознания. Почетный гражданин муниципального района Ишимбайский район.

## Образование
Ишимбайский нефтяной техникум, техник-нефтяник (1980),
Башкирский государственный университет (ныне Уфимский университет науки и технологий), филолог (1988),
Башкирская академия государственной службы и управления при Президенте Республики Башкортостан, менеджер (2002)

## Научная-исследовательская и педагогическаядеятельность
с 1998 года — в Башкирском государственном университете (ныне Уфимский университет науки и технологий),
с 2008 года — в Башкирском государственном педагогическом университете им. М. Акмуллы.
Область научных интересов: филология, педагогика, топонимика родного края.

## Общественная деятельность
Член Учебно-методической комиссии по родному языку и литературе УМО Министерства образования и науки Российской Федерации, член Комиссии по книгоизданию при Правительстве РБ, член коллегии Министерства образования РБ, член правления Союза писателей РБ.

## Награды
- Знак отличия «Почетный работник общего образования Российской Федерации» (2003),
- Почётная грамота Министерства образования и науки Российской Федерации[1] (2003),
- Благодарственное письмо Президента Республики Башкортостан (2003),
- Почетная грамота Администрации ГО Уфа (2009),
- Медаль «Мустай Карим»(2009),
- Почетная грамота Министерства образования РБ (2010),
- Почетная грамота Управления печати при Правительстве РБ (2010),
- Медаль и общественная премия «М.Гафури» (2010),
- Медаль «В. А. Сухомлинский. Сердце отдаю детям» (2013),
- Почетное звание «Заслуженный работник печати и массовой информации Республики Башкортостан» (2014)[2],
- Почетная грамота Агентства по печати и СМИ Республики Башкортостан (2020),
- Знак отличия "Отличник образования Республики Башкортостан" (2021),
- Медаль Всемирного курултая башкир "Ал да нур сәс халҡыңа!" / "Неси людям солнца свет!" (2021),
- Орден Салавата Юлаева (2021).
- Юбилейная медаль "300 лет Кинзе Арслану" (2024).

Имеет классные чины «Государственный советник РБ 3-го класса» (1999) и «Советник государственной гражданской службы РБ 3-го класса» (2005).
Присвоено звание «Профессор Российской Академии Естествознания» (2014).
Присвоено звание "Почетный гражданин муниципального района Ишимбайский район" (2020).

## Основные труды
1.Родная речь (Учебник для 1-го класса), 2006, 2012 гг.
2.Педагогика Мустая Карима, 2010
3.Музыкально-хореографическое пособие для дошкольников, 2010
4.Трибуна педагогических мыслей, 2010
5.Федеральные государственные образовательные стандарты: от теоретических вопросов к практической реализации, 2011
6.Увековечения памяти творческих и исторических личностей, 2013
7.К вопросу происхождения названия Уфа, 2014
8.Тепло родного дома. 2020
9.Башкортостан - край батыров. 2024

## Научные публикации
Автор более 100 научных работ, в том числе учебники, учебно-методические, наглядные пособия, научные и популярные статьи, сборники художественных произведений.